# Rapala sarata
Rapala sarata är en fjärilsart som beskrevs av Hans Fruhstorfer 1914. Rapala sarata ingår i släktet Rapala och familjen juvelvingar. Inga underarter finns listade.